# Caenis teipunensis
Caenis teipunensis is een haft uit de familie Caenidae. De wetenschappelijke naam van de soort is voor het eerst geldig gepubliceerd in 2011 door Molineri, Grillet, Nieto, Domínguez & Guerrero.